# Айсберг

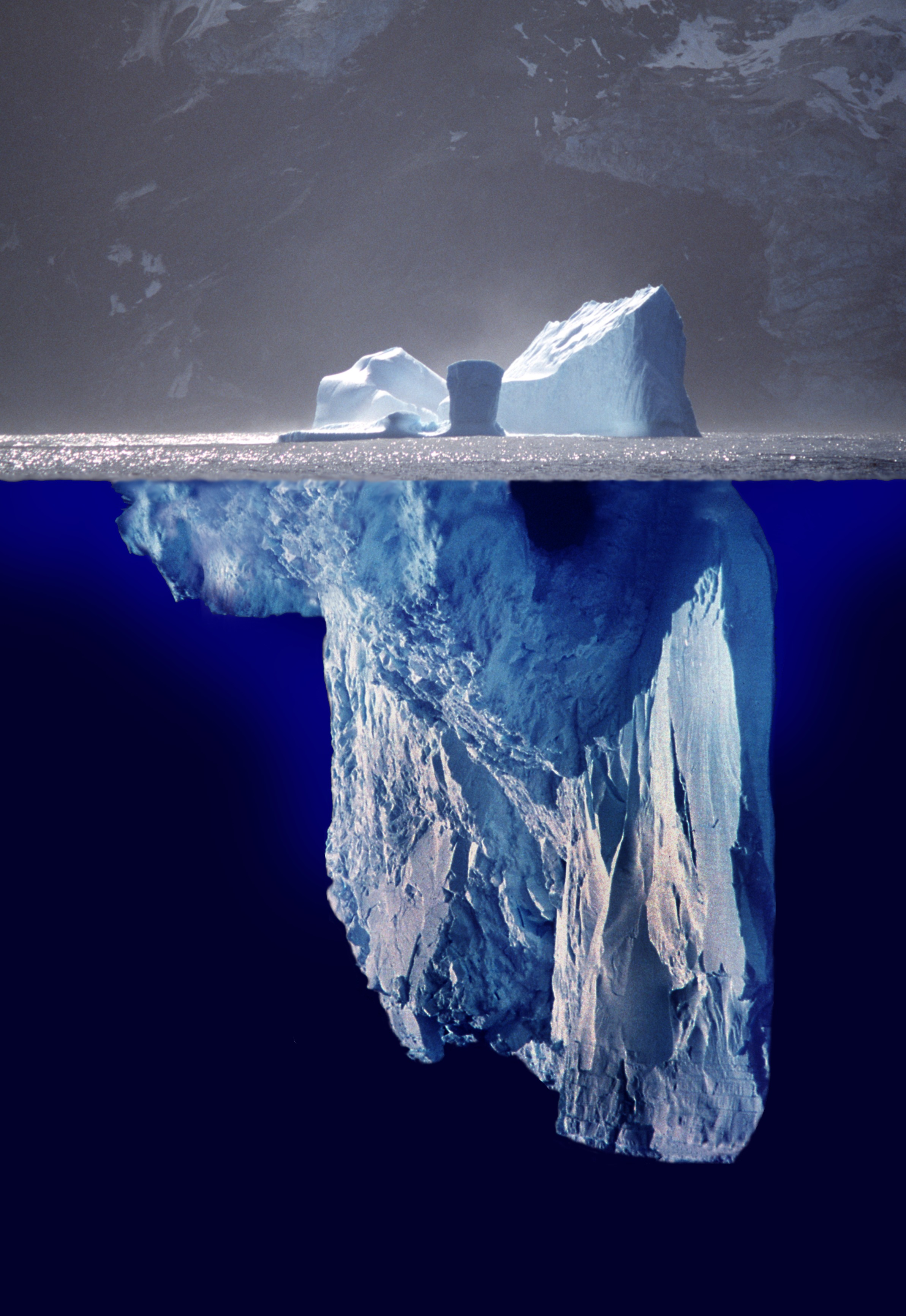
Айсберг — реконструкція того, як може виглядати увесь айсберг

А́йсберг (від нім. Eisberg — льодова гора) — плавуча льодова гора великих розмірів. Висота айсберга над водою може досягати 100 м, довжина — сотень кілометрів. Як правило, айсберги відколюються від шельфових льодовиків Антарктиди, утворюючи столоподібні плавучі острови. Айсберги, що утворюються від льодовиків Гренландії, мають скелеподібну форму. На відміну від крижин, що також є масами плавучого льоду, але утворюються від відносно тонких (переважно до 2 м) суцільних поверхонь морського льоду з включенням крапель солоної води. Оскільки густина прісного льоду становить 920 кг/м³, а середня густина приполярної морської води — близько 1025 кг/м³, то близько 90 % обсягу айсберга знаходиться під водою, а 10 % — над. Від цього пішов вираз «верхівка айсберга», який означає труднощі або проблеми, які є частиною набагато більшої біди. Багаторічні снігопади та ущільнення снігового покриву збільшують альбедо поверхні та приводять до «росту» поверхні айсберга. Але занурена частина все одно з часом приходить до термодинамічної рівноваги з морською водою, тобто остаточно тане.

## Номенклатура айсбергів
Антарктичні айсберги відслідковуються відповідними службами та поіменовуються. Імена надаються кожному айсбергу, більшому за 10 миль довжиною відносно однієї або декількох осей. Ім'я складається з літери, яка відповідає напряму походження айсберга, та порядкового номера. Використовуються такі літери:
- A — від 0° до 90° західної довготи;
- B — від 90° до 180° західної довготи;
- C — від 90° до 180° східної довготи;
- D — від 0° до 90° східної довготи.

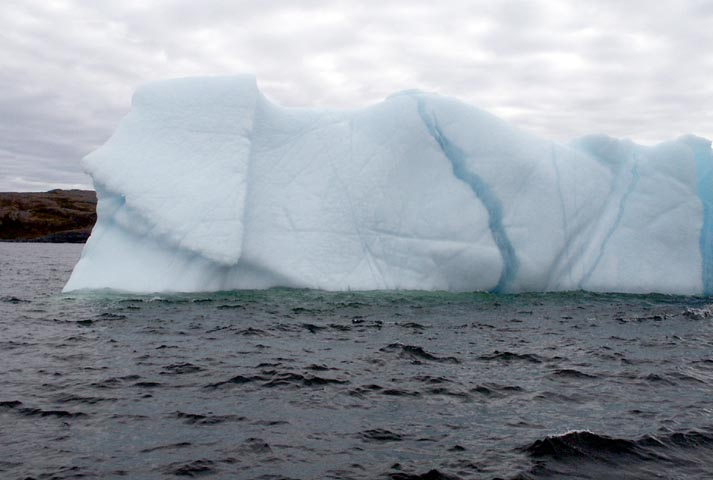
Айсберг біля Ньюфаундленду
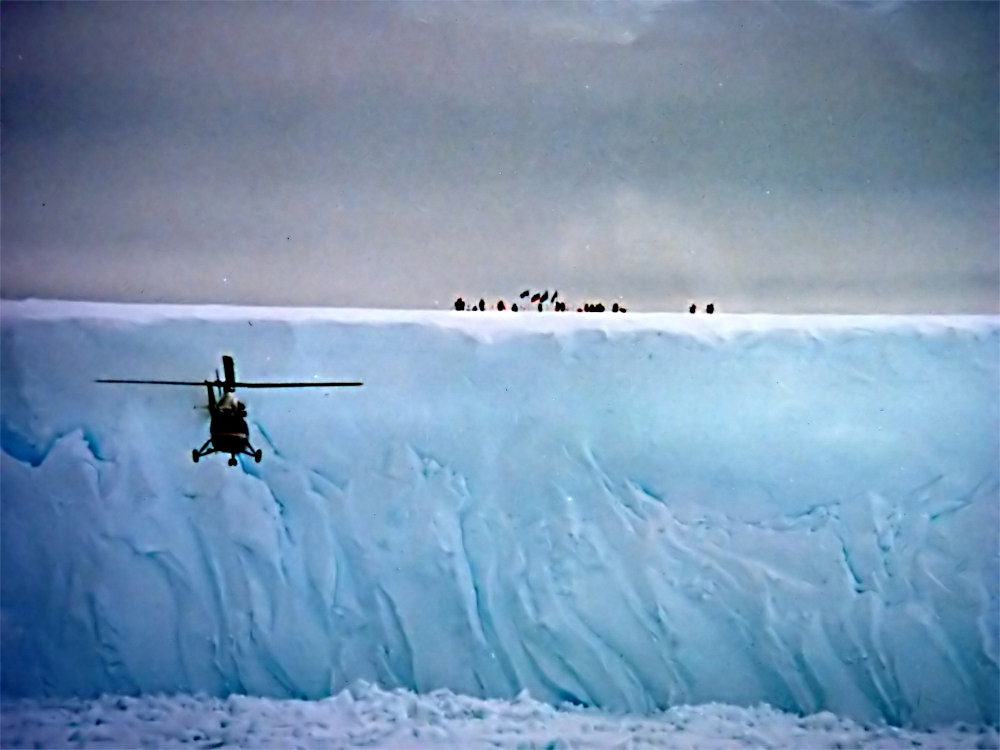
Айсберг B15-D, 2001 рік
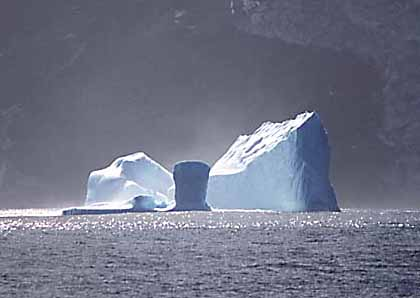
Антарктичний айсберг

Айсберг може легко пошкодити металевий корпус судна. Течіями вони заносяться на морські шляхи і являють собою небезпеку для судноплавства. Найвідомішим випадком фатального пошкодження айсбергом корпусу судна є випадок з пасажирським судном «Титанік» 14 квітня 1912 року.

## Найбільші айсберги
Титул найбільшого айсберга у світі за всі роки спостережень належить брилі льоду, поміченої ще в листопаді 1956 року: точні розміри айсберга невідомі, проте, за оцінками вчених, його довжина становила — 335 км, ширина — 97 км, а площа сягала неймовірних 31 тис. км².
Впродовж декількох десятирічь найбільшим айсбергом у світі вважався айсберг А23а, який ще у серпні 1986 року відколовся від шельфового льодовика Фільхнера. Однак плаваюча брила льоду не довго дрейфувала, адже айсберг швидко врізався в мулисте морське дно і залишався нерухомим у морі Ведделла на десятиліття. Спочатку його площа становила 4,32 тис. км², проте пізніше він розколовся на три окремих айсберги і втратив титул. В 2023 році, згідно повідомлення британської антарктичної служби British Antarctic Survey (BAS), яка досліджує процеси на холодних полюсах планети, А23а вперше почав свій рух та станом на кінець 2024 року айсберг почав дрейф у водах Південного океану.
Айсберг B15 (2000 року) також мав площу поверхні близько 11 000 км² та був свого часу найбільшим айсбергом, який коли-небудь був зареєстрований.
У липні 2017 року від льодовика Ларсена в Антарктиді відколовся ще один з найбільших айсбергів в історії площею близько 6 тис. км².
Станом на 2023 рік найбільшим айсбергом у світі вважається А23а, площа якого складає близько 3,1 тис. км².